# Céleste Durancy
Céleste Durancy, död 1780, var en fransk skådespelare. 
Hon var engagerad vid Comédie-Française i Paris mellan 1759 och 1767.
Hon spelade främst tragedier. 
Hon var därefter engagerad vid Parisoperan 1767–1780.